# Clos Mogador

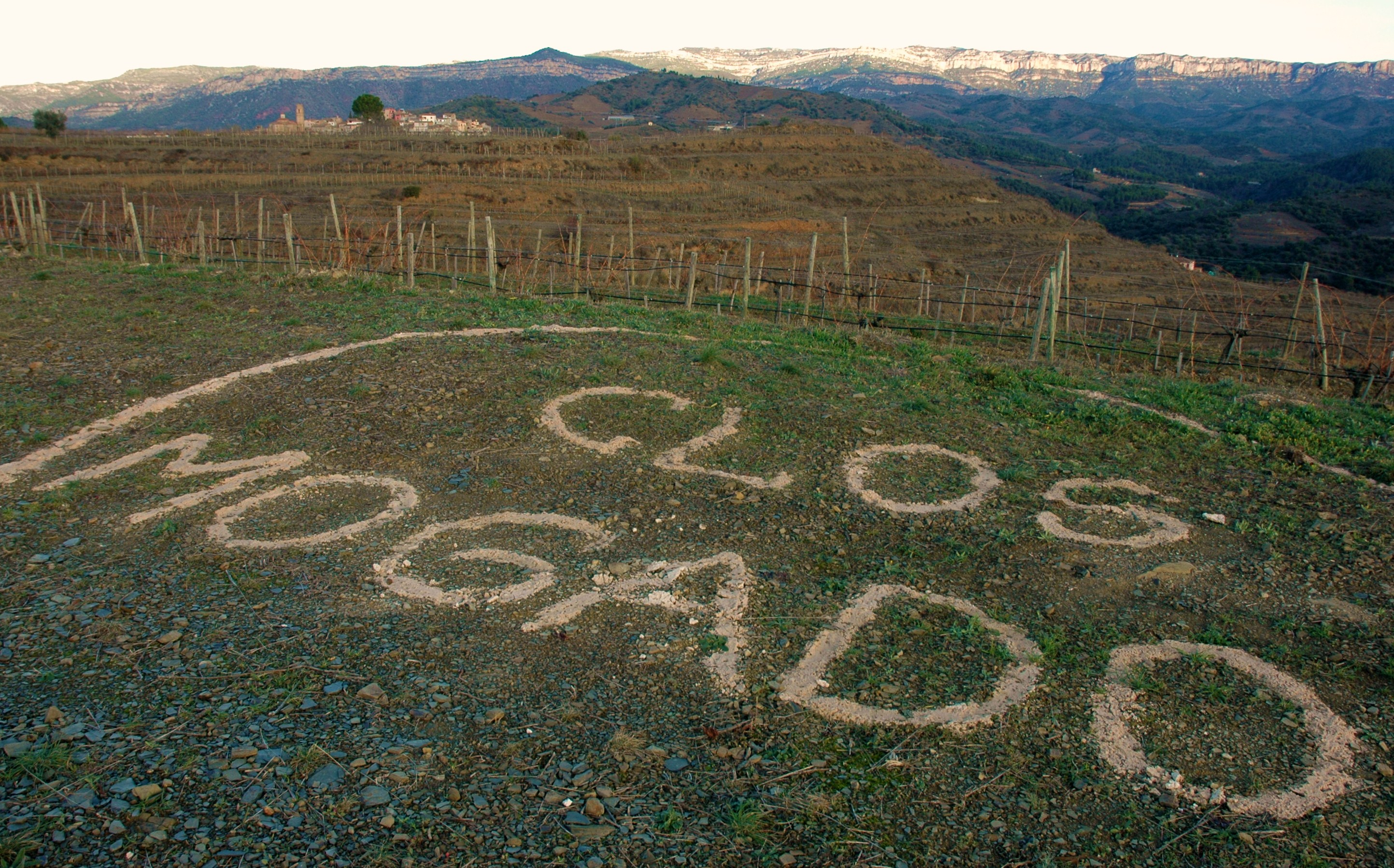
Les vinyes de Clos Mogador. Al fons Gratallops i la serra del Montsant

Clos Mogador és un celler fundat l'any 1979 per René Barbier, situat a Gratallops dins la Denominació d'Origen Qualificada Priorat. La seva producció anual és de 29.000 litres que s'elaboren en 35 hectàrees. L'any 2009 exportà el 80% de la seva producció.